# Герб Парми
Ге́рб Па́рми — офіційний символ міста і комуни Парма, Італія. У золотому щиті синій лицарський хрест. Щит увінчаний герцогською короною. Під щитом — біла стрічка з девізом: лат. hostis turbetur quia Parmam Virgo tuetur (тремтіть, вороги, тому, що Діва захищає Парму). Походить від міського герба XIV ст. Кольорова гамма взята з родового герба Фарнезького дому, що були правителями Пармського герцогства. Девіз виник після перемоги пармійців військами під керівництвом імператора Фрідріха ІІ в 1248 році.

## Опис
італ. D'oro alla croce piana d'azzurro, patente sulle punte.

## Історія
- Пармський хрест був використаний на гербі департаменту Таро Французької імперії в 1808—1814 роках.

## Галерея

Таро